# آسا أبلوي
آسا أبلوي أيه بي هي مجموعة شركات سويدية تشمل عروضها المنتجات والخدمات المتعلقة بالأقفال والأبواب والبوابات وأتمتة المداخل. تشمل المنتجات والخدمات ذات الصلة التحكم في الوصول وتأكيد الهويات بالمفاتيح والبطاقات والعلامات وأنظمة التحقق من الهوية المتنقلة والمقاييس الحيوية. 
تأسست الشركة في عام 1994 ، عندما انفصلت آسا أيه بي عن شركة الأمن السويدية سويريتاس أيه بي . بعد ذلك بوقت قصير ، اندمجت آسا أيه بي مع الشركة الفنلندية للأقفال عالية الأمان أبلوي أو واي (ومقرها في يوينسو ، وهي شركة تابعة لشركة فرتسيلا الفنلندية). تم تقديم الشركة إلى بورصة ستوكهولم في وقت لاحق من نفس العام. قامت آسا أبلوي منذ ذلك الحين بأكثر من 200 عملية استحواذ بما في ذلك أقفال ييل و أقفال تشب و ميديكو في الولايات المتحدة و مول تي لوك في إسرائيل و فيشيه باوش في فرنسا.  أكبر مساهميها هما استثمار لاتور أيه بي و مليكر شولينج أيه بي.